# Eyes Shut Tight
Eyes Shut Tight (dt. Augen fest geschlossen) ist eine deutsche Alternative-Rock-Band aus Hamburg um Sänger und Frontmann Dirk „Trashedsoul“ Wieczorek.

## Geschichte
Eyes Shut Tight wurde Mitte 2007 von Dirk „Trashedsoul“ Wieczorek und dem ehemaligen Gitarristen Kris gegründet. 
Wieczorek, der schon zuvor mit anderen Bands aktiv war, nahm gemeinsam mit Kris das Lied Mother Darksome auf, das sie auf ihre Myspace-Seite stellten. Der Titel wurde über 10.000 Mal angehört und war der Ausgangspunkt der Bandgründung. Der Bandname Eyes Shut Tight wurde passend dem Motto der Band gewählt – Augen zu und durch. Zudem bezieht er sich auf die Ignoranz einiger Personen der heutigen Gesellschaft.
Als Support für Stahlmann trat die Band das erste Mal in Hamburg auf. Darauf folgten 2010 weitere Auftritte als Support für Gwar und Hanzel und Gretyl. Im Frühjahr 2010 erschien das Debütalbum Secret Destroyer beim Label Danse Macabre. Auf die Veröffentlichung folgten ein Release-Konzert in der Markthalle Hamburg im Rahmen der „Return of the Living Dead“ sowie ein Auftritt beim M’era Luna Festival 2010.
Mitte 2011 erschien unter dem Titel Fairground Zero das zweite Album, welches von Lars Oppermann produziert und gemischt wurde. Es folgten Auftritte auf dem Wave-Gotik-Treffen, der NCN (Nocturnal Culture Night) und Auftritte mit Grausame Töchter und Devil-M sowie mit Acronym und Eden Circus. 
Ende 2011 zerbrach die Freundschaft zwischen Wieczorek und Kris, die getrennte Wege gingen. Wieczorek entschloss sich die Band 2012 mit neuer Besetzung weiter zu führen. Gitarrist John Smith stieß zur Band. Als Produzent wurde Jan Peter Genkel hinzugezogen, der schon unter anderem für Cradle of Filth, Therion, Love Like Blood, Girls Under Glass und EverEve produzierte. Mit ihm nahmen Eyes Shut Tight die EP The Outlaws auf. Es folgte die Tour „Tortured Artist“ 2013 als Support für Zeromancer.
Das Songwriting für das dritte Album Banished from Paradise begann im Herbst 2012, der Großteil der Lieder entstand während der gemeinsamen Tour mit Zeromancer. Das Album wurde Ende 2014 veröffentlicht. Seit Dezember 2014 ist Eyes Shut Tight bei dem Label Hall of Sermon (Sony Music) unter Vertrag. Im Herbst 2015 war Eyes Shut Tight als Support für Lord of the Lost auf deren „Make-Love-Make-War“-Tour in Deutschland dabei.
Der Schlagzeuger Yannik Mouton verließ im Mai 2016 die Band. Er wurde kurz darauf durch Yannik „Rage“ Bockelmann ersetzt.
Im September 2016 ging die Band gemeinsam mit Florian Grey und den Vorgruppen Sorrownight, Johnny Deathshadow und Herzparasit auf „Banished-and-Gone“-Tour. In diesem Rahmen stellte die Band ihre neue Single Death of Art vor, die im Zusammenhang mit dem gleichnamigen, von der Band initiierten Projekt steht. Der Song kritisiert den Verfall der alternativen Szene.

## Stil
Eyes Shut Tight lässt sich am ehesten dem Genre des Alternative Rock zuordnen. Als musikalische Einflüsse sieht die Band Gruppen wie Rammstein, Marilyn Manson und KORN. Allerdings betont Wieczorek, dass die Band ihren eigenen Weg geht und sie die Musik so machen, wie die Musiker selbst sie hören wollen.

## Diskografie

### Studioalben
- Secret Destroyer (2010)
- Fairgeound Zero (2011)
- Banished From Paradise (2014; Hall of Sermon/Sony Music)

### EPs
- The Outlaws (2013)
- D.O.A. – The Death Of Art (2016)

### Musikvideos
- When I Beat You (2012)
- Rain (2014)

- Wait (2015)

- D.O.A. – The Death Of Art (2016)